# 項致荘
項 致荘（こう ちそう）は、中華民国の軍人。名は宗羽あるいは羽。号は志壮、後に致荘と改めた。一般に号の致荘で知られる。

## 事跡
1914年（民国3年）、保定陸軍軍官学校第2期砲兵科に入学する。1916年（民国5年）5月、卒業した。
国民革命軍では、第26路軍司令部少将参謀処処長、教導第1師砲兵第1旅旅長、国民政府警衛軍砲兵旅少将旅長を歴任する。1932年（民国21年）6月、軍政部陸軍砲兵学校教育長に任ぜられた。翌年7月、訓練総監部参事となる。11月、江蘇省で保安処処長、禁煙委員会常務委員、地方団警政治訓練委員会委員、鎮江警備司令、第3戦区砲兵副総指揮を兼任した。1936年（民国25年）11月、陸軍少将位を授与されている。
1942年（民国31年）11月、項致荘は浙江省の砲兵視察に向かうと称して重慶の国民政府から離脱し、南京の汪兆銘政権の下に投降した。1943年（民国32年）2月、軍事委員会委員となる。4月、軍事委員会参謀次長兼総務庁庁長に任ぜられた。12月、第5集団軍総司令を兼任している。なお同年7月に、重慶国民政府から陸軍少将の位を剥奪されている。
1944年（民国33年）2月、蘇北屯墾総署署長に任ぜられた。6月、第12軍軍長となる。9月、浙江省省長兼保安司令兼杭州綏靖主任公署主任に任ぜられる。翌年3月、新国民運動促進委員会委員となる。5月、国民政府委員に任命され、あわせて江蘇省省長に異動した。
日本敗北後、項致荘は上海に隠れていたが、9月27日、軍統により逮捕された。1946年（民国35年）11月26日、漢奸の罪により上海で処刑された。享年53。

## 注
1. ↑  「民国杭州大事記」1946年11月26日による。なお鄭仁佳「項致荘小伝」によると、1943年1月に、項致荘は安徽省屯渓から南京に逃れたとしている。また徐友春主編『民国人物大辞典 増訂版』によれば、項致荘は 1939年（民国28年）8月の段階ですでに汪兆銘に合流し、その指揮下の中国国民党中央委員に任命された、としている。